# Ельня (приток Сожа)
Ельня (бел. Ельня) — река в Белоруссии, протекает по территории Славгородского и Краснопольского районов Могилёвской области, левый приток реки Сож. Длина реки — 30 км, площадь водосборного бассейна — 170 км², средний расход воды в устье 0,9 м³/с, средний наклон водной поверхности 1,0 ‰.
Река берёт начало в болотах между урочищем Чернин и деревней Новое Житьё Краснопольского района. Генеральное направление течения — север, в нижнем течении — северо-запад. Верхнее и среднее течение проходит по Краснопольскому району, нижнее — по Славгородскому. Протекает преимущественно в пределах Оршанско-Могилевской равнины. Долина преимущественно трапециевидная, шириной 250—500 м. Пойма прерывистая, между деревнями Старинка и Ельня Славгородского района отсутствует. Русло канализировано в течение 5,9 км (от истока до деревни Заозерье Краснопольского района), на остальном протяжении извилистое. Ширина реки в межень 4-8 м.
Приток — Газуемка (правый).
Ельня протекает сёла и деревни Новоельня, Заозоёрье, Радилево, Ельня, Старинка.
Впадает в Сож в 3 км к северо-западу от села Старинка.